# Con... fusione
Con... fusione è un film commedia del 1980 diretto da Piero Natoli.

## Trama
Piero, regista e padre di Carlotta, una bimba di 8 anni, è in crisi per l'abbandono della moglie che non vuole più saperne di lui. Nonostante il buon andamento sul campo lavorativo, Piero riscontra parecchie difficoltà nell'accudire Carlotta che si rivela essere bisognosa di attenzioni.
Spinto dalla volontà di Carlotta, Piero intraprende un viaggio senza destinazione nel tentativo di distrarsi dai suoi problemi e durante il tragitto fa conoscenza con un'autostoppista. La ragazza di indole vagabonda, trascina Piero e Carlotta tra le destinazioni più disparate e questo fa sì che la bimba si affezioni alla ragazza vedendo in lei una figura materna.
Piero, esasperato dalle frustrazioni che è costretto a subire da parte di Carlotta e della ragazza, fugge in preda allo sconforto verso Bologna, anche se poi si rende conto di aver commesso un gesto inconsulto. Tornato sui suoi passi, Piero si ricongiunge alla figlia e alla ragazza, cercando di dimenticare per sempre la figura della moglie che l'ha sempre tormentato.